# Teratosphaeria encephalarti
Teratosphaeria encephalarti är en svampart som beskrevs av Crous & A.R. Wood 2008. Teratosphaeria encephalarti ingår i släktet Teratosphaeria och familjen Teratosphaeriaceae.   Inga underarter finns listade i Catalogue of Life.